# 케이티 매케이브
케이티 매케이브(영어: Katie McCabe, 1995년 9월 21일 ~ )는 아일랜드의 여자 축구 선수이다. 포지션은 미드필더이며, 현재 잉글랜드 FA 여자 슈퍼리그의 아스널 WFC에서 활동하고 있다.

## 클럽 경력
2011년에 출범한 위민스 내셔널리그 소속 여자 축구 클럽인 러헤니 유나이티드에 입단하면서 데뷔했으며 러헤니 유나이티드의 위민스 내셔널리그 2회 우승, FAI 여자컵 3회 우승에 기여했다. 2013-14 위민스 내셔널리그 시즌에서는 다리 부상으로 인해 4개월 동안 불참했지만 2014-15 위민스 내셔널리그 시즌에서 23골을 기록하는 성과를 기록했다.
2015-16 위민스 내셔널리그 시즌을 맞아 셸번 레이디스로 이적했고 2015년 12월에는 잉글랜드 FA 여자 슈퍼리그 소속 여자 축구 클럽인 아스널로 이적했다. 2017년 8월에는 글래스고 시티에 임대되어 스코틀랜드 위민스 프리미어리그 시즌 후반부 기간 동안에 활동했다.

## 국가대표 경력
노르웨이에서 개최된 2014년 UEFA U-19 여자 축구 선수권 대회에서 아일랜드의 준결승전 진출에 기여했다. 2015년 3월에 크로아티아에서 열린 헝가리와의 이스트리아컵 경기에 처음 출전하면서 아일랜드 여자 축구 국가대표팀 선수로 데뷔했으며 아일랜드는 헝가리와 1-1 무승부를 기록했다.
2016년 3월에 키프로스에서 열린 이탈리아와의 키프로스컵 경기에서 자신의 국가대표팀 첫 골을 기록했는데 아일랜드는 이탈리아와 1-1 무승부를 기록했다. 2017년 8월에는 아일랜드 여자 축구 국가대표팀 감독을 맡고 있던 콜린 벨로부터 아일랜드 여자 축구 국가대표팀의 주장으로 임명되었다.

## 사생활
케이티 매케이브는 아일랜드의 남자 축구 선수인 게리 매케이브의 여동생이기도 하다. 2014년에는 미국 플로리다 주립 대학교 산하 플로리다 스테이트 세미놀스 여자 축구단에 입단하려는 계획을 세웠지만 다리 부상으로 인해 무산되었다.
케이티 매케이브는 자신이 레즈비언임을 공개적으로 표명했다. 2019년 6월에는 자신의 아일랜드 여자 축구 국가대표팀 동료인 루샤 리틀존과 3년 동안 교제하고 있다는 사실을 밝혔는데 여자 축구가 성소수자를 존중하고 있음을 표명했다.

## 수상
러헤니 유나이티드
- 위민스 내셔널리그 2회 우승 (2012-13, 2013-14)
- FAI 여자컵 3회 우승 (2012, 2013, 2014)
- 위민스 내셔널리그컵 1회 우승 (2015)

아스널
- FA 여자컵 1회 우승 (2015-16)